# Erlöserkirche (Liesing)

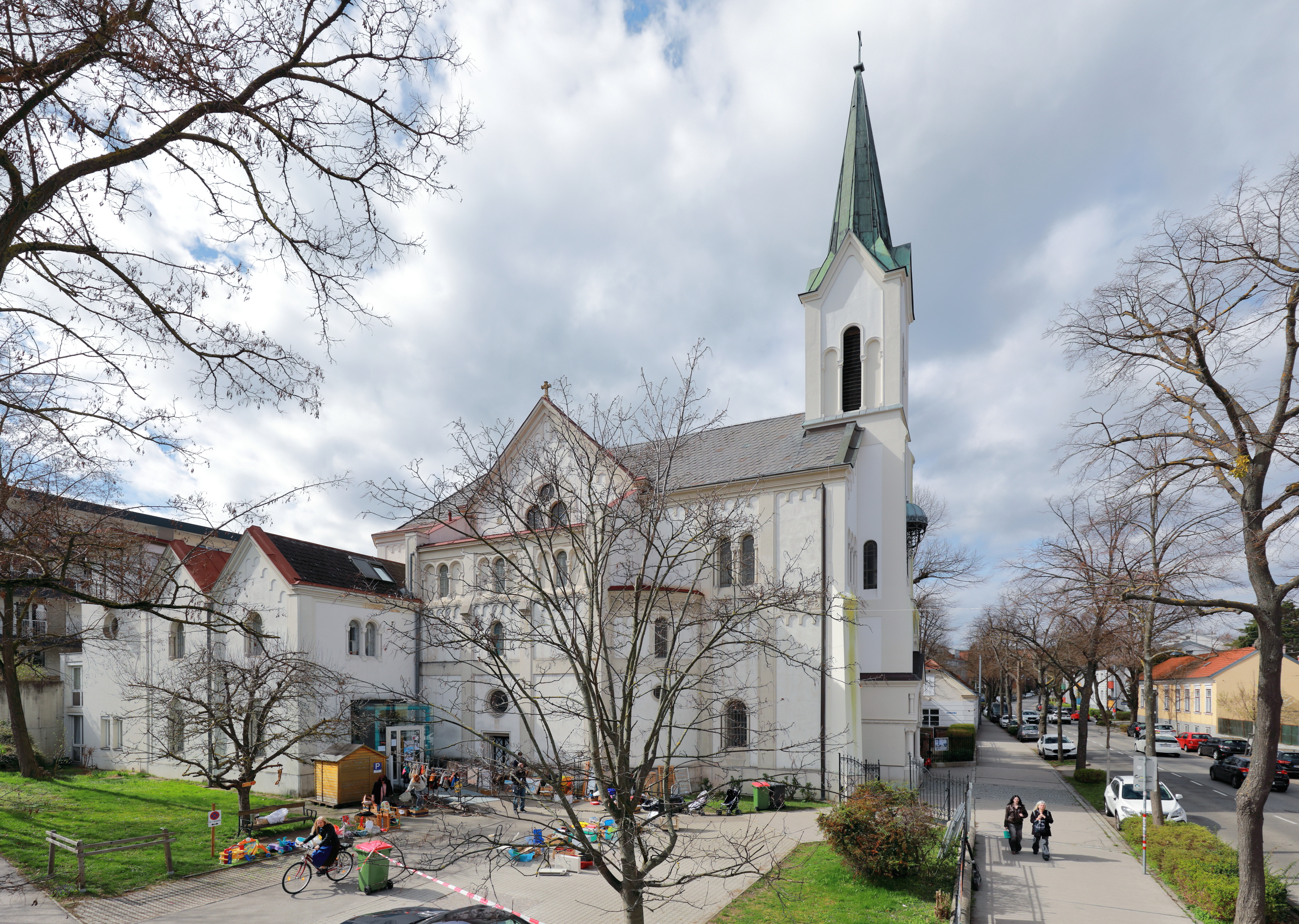
Ansicht Erlöserkirche, März 2024

Die Erlöserkirche (ⓘ) ist eine römisch-katholische Kirche im 23. Wiener Gemeindebezirk Liesing. Sie ist dem Allerheiligsten Erlöser geweiht und Teil des Pfarrverbandes „Weinberg Christi (WBX)“.
Die Kirche wird aufgrund der Namensgleichheit öfter mit der Erlöserkirche (Landstraße) verwechselt; die beiden Kirchen verbindet die Geschichte der Redemptoristen. Die Kirche in Wien-Landstraße war der Sitz bis 1909, danach übersiedelte das Kloster nach Mauer bei Wien.

## Geschichte

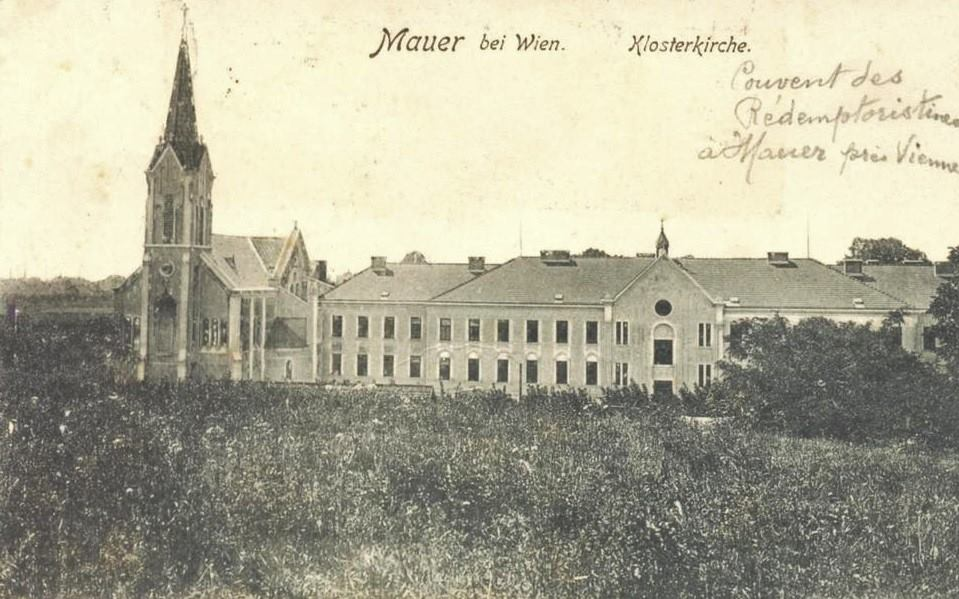
Ansicht vermutlich 1909

Die Kirche wurde ursprünglich als Klosterkirche für den Orden der Redemptoristinnen erbaut. Am 20. September 1908 wurde der Grundstein für die vom Architekten und Baumeister Theodor Anton Ruf geplante Klosterkirche für den Orden der Redemptoristen gelegt. Die Kirchweihe erfolgte am 29. Mai 1909, die Segnung erfolgte durch Weihbischof Godfried Marschall am 30. Juli 1909.
Im Jahr 1931 erfolgte am Triduum (die Heiligen drei Tage) zwischen dem 8. und 10. Mai 1931 die Konsekration der Kirche durch Kardinal Friedrich Gustav Piffl statt.
Die Ordensschwestern bewirtschafteten eine eigene große Landwirtschaft und lebten von deren Ertrag. Aufgrund von Geldnot und mangelndem Nachwuchs musste der Klosterbetrieb niedergelegt und das Klostergebäude verkauft werden. Die Hälfte dieser Liegenschaft wurde später verkauft und unter dem Namen „Maurer Dörfel“ verbaut. Zwischendurch beherbergte das Kloster auch polnische Schwestern, die im Haus ein Pflegeheim betrieben. 1978 wurde ein „neues Kloster“ errichtet, das bis heute unter dem Namen „Haus Sarepta“ existiert (2021–2023 wurde das Haus Sarepta großzügig umgebaut und neu ausgerichtet).
Die schwierige wirtschaftliche Lage und die Tatsache, dass diese Ordensgemeinschaft nicht mehr genug junge Mitschwestern hatte, veranlasste die Ordensoberen, die Niederlassung zu schließen. Das alte Kloster wurde Ende 1988 an den Verein „Gemeinsam Wohnen – Christlich Leben“ verkauft, der Neubau der Schwestern samt restlichem Grund wurde den „Missionsschwestern vom Heiligsten Erlöser“ übertragen und die Kirche samt den umgebenden Räumen der Erzdiözese verkauft. In den folgenden Jahren war die Kirche und das Haus Sarepta eine Außenstelle der Pfarre Atzgersdorf.
Die seit 1964 bestehende Pfarrexpositur „Am Spiegeln“ wurde im Jahre 1995 zur Klosterkirche verlegt, die Erzdiözese Wien erwarb die Kirche und erhob sie 1996 zur Pfarrkirche. In den ersten Jahren versuchte Klemens Bottig als Moderator, neben zahlreichen Renovierungsmaßnahmen, die neue Pfarre aufzubauen. Seine Arbeit setzte ab 1997 Peter Feigl als Pfarrassistent fort, gemeinsam mit verschiedenen Moderatoren (Gemeindeleitungsmodell nach CIC ca. 517 § 2) und Pastoralassistentinnen.
2020 gab es einen Wechsel des Pastoralteams, 2021 wurde gemeinsam mit der Pfarre Mauer/St. Erhard und der „Wotrubakirche“ am Georgenberg der „Pfarrverband Weinberg Christi“ (WBX) gegründet. Im Herbst 2024 gab es einen neuerlichen Wechsel bei der Pfarrleitung.

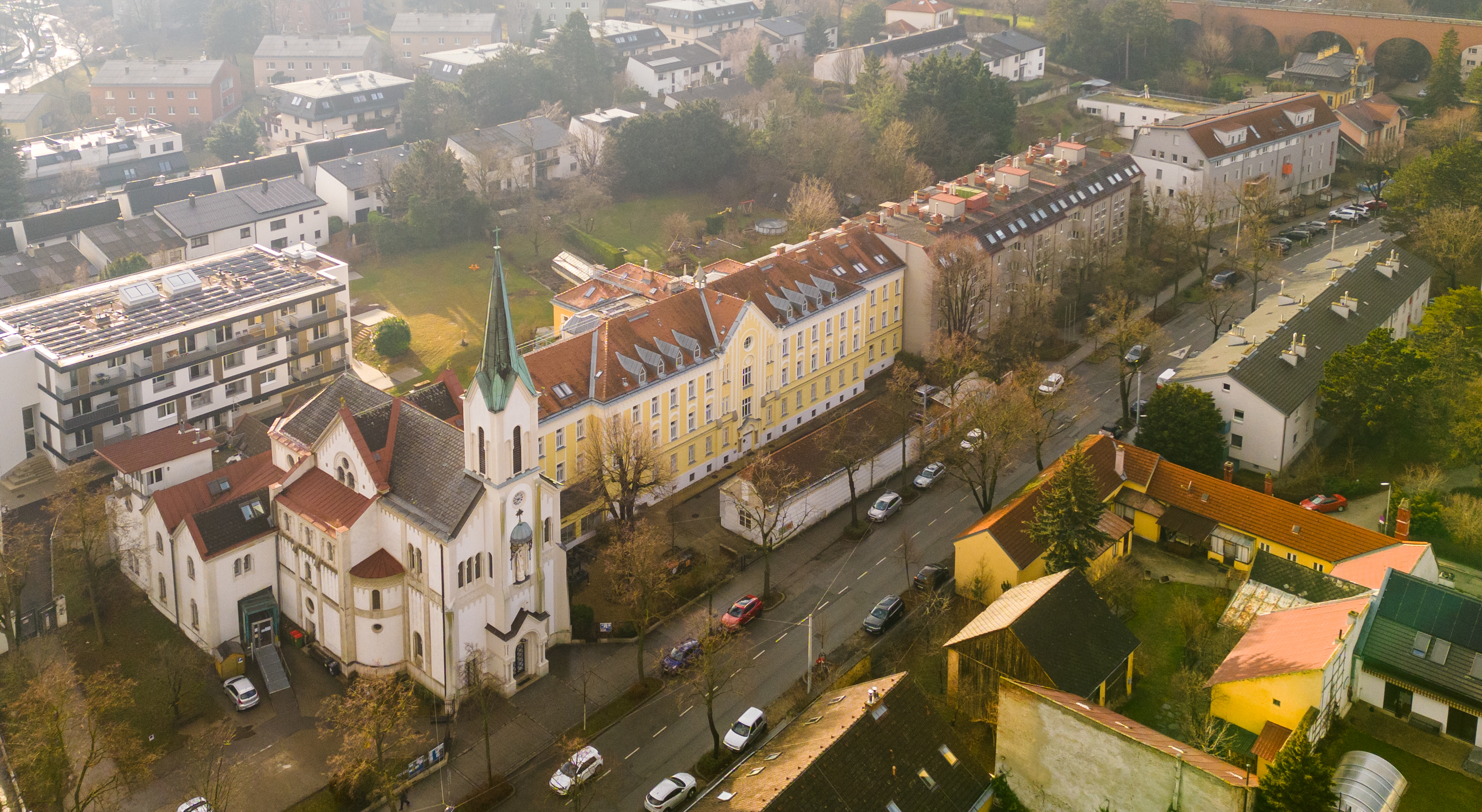
Luftbild der Erlöserkirche, Jänner 2024

Im Jahre 1997 wurde das Pfarrhaus fertig saniert, 1999 wurde die Kirche außen renoviert. Im Jahr 2000 wurde die Kirche innen renoviert und umgestaltet, im selben Jahr fand die erstmalige bischöfliche Visitation durch Weihbischof Helmut Krätzl statt. 2001 wurden ein neuer Altar, ein Ambo und ein Taufbecken, entworfen von Otto Lorenz, in der Kirche aufgestellt. Es hat eine einfache Form und besteht aus Aluminium und schwarzem Marmor. Mit der Renovierung wurde auch die räumliche Anordnung leicht verändert und der Altarraum in die Mitte der Kirche vorverlegt. Zudem wurden einige der alten Holzbänke durch Stühle ersetzt. 2016 wurde die Strommer-Orgel generalüberholt.

## Die Kirche

### Außengestaltung
Die Pläne für die historisierend-romanische Anlage stammen von Theodor Ruf. Die nach außen hin abgeschlossen und abweisend wirkende Architektur entsprach dem streng beschaulichen und zurückgezogenen Charakter der Redemptoristinnen, die den Neubau 1907 initiierten. Der Turm, heute mit der erneuerten Turmuhr, weist weithin sichtbar auf die Kirche hin. Durch ein manuelles Läutewerk wird die Glocke vor den Messen zum Klingen gebracht.

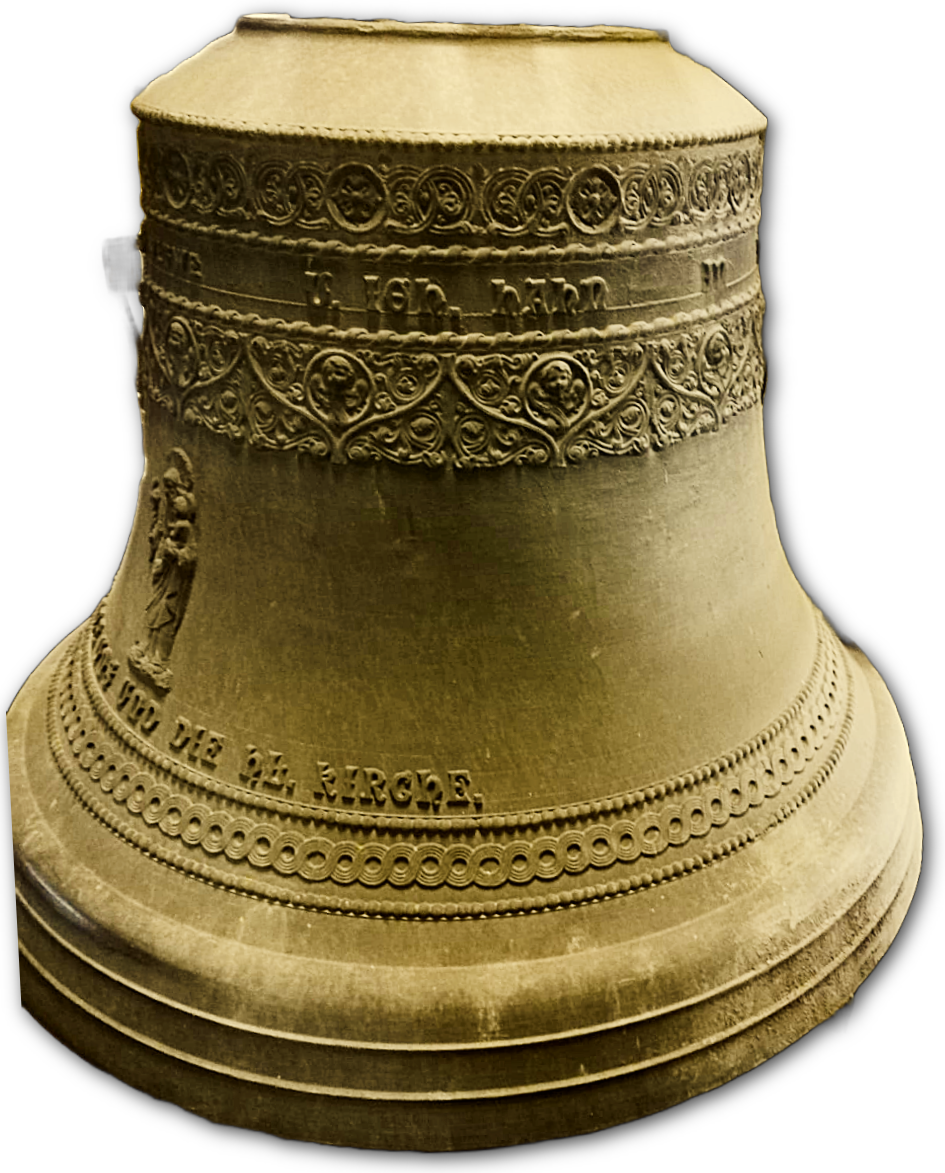
Glocke der Erlöserkirche (Juli 2025)

Im Turm befindet sich eine Glocke zum Handläuten aus der Erbauungszeit der Kirche, welche zu den Musszeiten und besonderen Anlässen erklingt. Die Glocke wurde im Jahre 1909 in der Glockengießerei Gössner von Johann Hahn gegossen. Sie erklingt im Ton fis1 (fis’), hat einen Durchmesser von 97,5 cm, ist ca. 450 kg schwer. Sie ist dem Heiligen Josef geweiht, der auf der Glocke mit Jesuskind abgebildet ist. Das Spruchband lautet: „Hl. Josef, beschütze uns und die Hl. Kirche“.
Die Glocke ist neben der „Hahn Glocke“ in der Pfarre „Wien Neusimmering“ die vermutlich größte noch erhaltene Glocke dieser Gießerei. Lt dem uns bekannten Glockenverzeichnis (von Jörg Wenisch) sollte das Geläut der „Redemptoristenkirche“ aus drei Glocken bestehen. Der weitere Verbleib der restlichen Glocken ist unbekannt.

Der 1998 geöffnete Vorplatz lädt heute zum Besuch der Kirche ein.

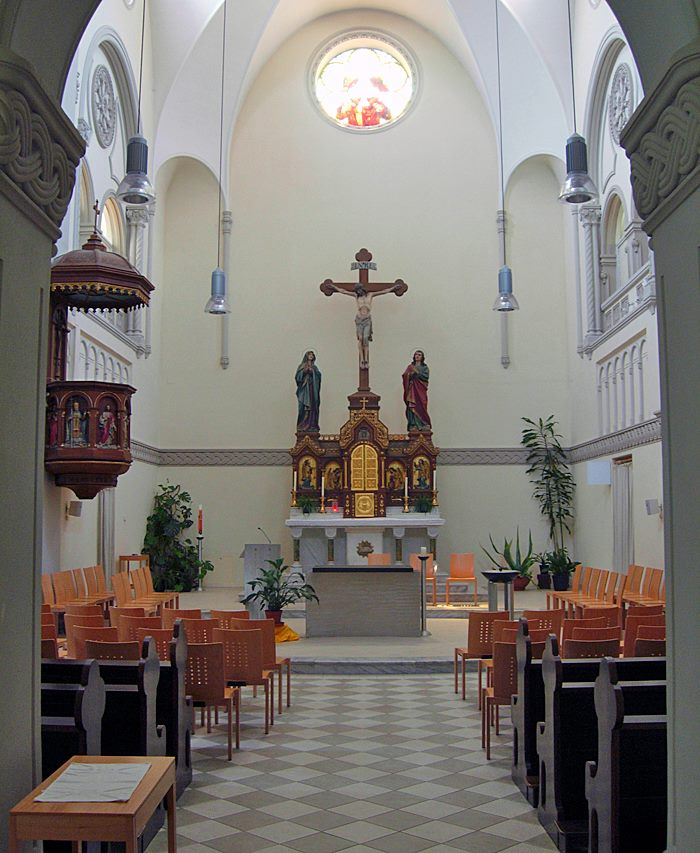
Innenansicht

### Innengestaltung
Im Inneren zeigt sich eine dreischiffige Anlage, die geprägt wird von der beachtlichen Höhe des Mittelschiffes und der langgezogenen Empore, die dem Chorgebet der Schwestern diente. Die Gitter an den umgebenden Fenstern und der Empore erinnern an die früher dahinter liegende Klausur. Die Seitenschiffe sind niedrig und dunkel und umgeben zusammen mit der Eingangshalle den quadratischen Kirchenraum, an den sich vorne der verhältnismäßig lange Chor anschließt. Der Raum wird eingefasst durch das Muster auf den Kapitellen und Mauern. Es handelt sich um ein Flechtband aus zwei ineinander verschlungenen Wellenbewegungen (ein Bild einerseits für die Ewigkeit, andererseits für das Auf und Ab, das Werden und Vergehen im irdischen Bereich.)

### Einrichtung
Die einheitliche Inneneinrichtung besteht zum einen aus neugotischem Holzschnitzwerk, gefertigt von Ferdinand Stuflesser aus St. Ulrich in Gröden. Der Hochaltar wird gekrönt von einer Kreuzigungsgruppe. Darunter der Tabernakel mit dem Aussetzungsthron für die Monstranz, geziert mit Ährendarstellungen, Weinranken und dem Herz Jesu auf der Tür. Anbetende Engel flankieren den Tabernakel. Den Altartisch aus Marmor schmückt eine Darstellung aus der Apokalypse: das Lamm, das auf dem Buch mit den sieben Siegeln thront.
Ein rundes farbiges Glasfenster schließt die Altarwand oben mit einer Darstellung des thronenden Gott-Vaters mit der Taube des Hl. Geistes ab. Zusammen mit dem Kreuz ergibt sich so eine Dreifaltigkeitsgruppe, die an die Komposition des Gnadenstuhles erinnert: Gott-Vater hält der Welt seinen Sohn hin, um uns seine Liebe zu zeigen und uns zu erlösen.
Auch die Kanzel stellt am Kanzelkorb Christus dar, umgeben von den vier lateinischen Kirchenvätern. Die Seitenschiffe sind mit schönen Altären im gleichen Stil ausgestattet. Links der Herz-Jesu-Altar mit Figuren des hl. Josef und des Propheten Jesaja, rechts der Marienaltar mit den Statuen des hl. Klemens Maria Hofbauer und des hl. Alfons. Das Marienbild selbst ist eine Kopie des Gnadenbildes „Maria von der immerwährenden Hilfe“, das den Redemptoristen besonders vertraut ist.
Seit Jänner 2012 ergänzen Bilder von Bernadette Müller die Kirche.
Der Orgelchor diente früher ausschließlich den Nonnen beim Gottesdienst, während für deren private Gebetsbetrachtungen zweistöckige Einzeloratorien zur Verfügung standen, von denen man von der jeweiligen Klosterzelle aus direkten Zugang hatte. Diese sind heute nicht mehr erhalten. (Textauszug aus „Steinerne Zeitzeugen“). Auf dem Orgelchor und im Pfarrhaus im 1. OG befinden sich bis heute eingelassene Weihwasserbecken, damit sich die Schwestern beim Betreten durch ihren separaten Eingang ebenfalls bekreuzigen konnten. Die Fenster oberhalb des Prebysteriums sind bis heute „vergittert“, so hatten die Nonnen bei der Teilnahme an den Gottesdiensten einen „Sichtschutz“ zu den externen Gläubigen.
Auf der Empore (Galerie / Balkon) steht die Kirchenorgel. 2016 wurde die „Strommer-Orgel“ (erbaut von Franz Strommer) unter großem finanziellen Aufwand generalüberholt und erklingt seitdem mit neuem Klang.
Im Inneren befindet sich auch eine Ganzkörper-Reliquie von Asklepiades von Antiochia († um 218). Die eindeutige Identifizierung des Kardinal-Siegel ist noch nicht abgeschlossen - es wird vermutet, dass die Reliquie von Franz Xaver (Maria) Kardinal Nagl der Kirche in den 1910er Jahren zugeteilt und gespendet wurde.

## Gemeindeleben in der Pfarre
In der Pfarre befindet sich eine Le+O-Ausgabestelle der Caritas Wien. Sie bietet Unterstützung für armutsgefährdete Personen durch die Ausgabe von Lebensmitteln und kostenlose Beratung.
Die Räumlichkeiten der Pfarre können für unterschiedliche Zwecke angemietet werden.

## Pfarrverband Weinberg Christi (WBX)
Am 1. Januar 2021 wurde der Pfarrverband „Weinberg Christi (WBX)“  gegründet. Dieser Verband umfasst die Pfarrgebiete
- der Erlöserkirche (Liesing)
- der Pfarre Mauer (St. Erhard) und
- dem Georgenberg (Wotrubakirche). Die Wotrubakirche (auch Rektoratskirche am Georgenberg genannt) wurde 1976 "Zur Heiligsten Dreifaltigkeit" geweiht und gehört zur Pfarre Mauer.